# Pal (héraldique)
Pour les articles homonymes, voir Pal.

Un pal : d'argent au pal de gueules.

Le pal est une forme héraldique, une pièce placée verticalement au milieu de l'écu et délimitée par deux lignes verticales parallèles.
Un meuble est dit en pal (=à plomb) s’il est disposé de manière verticale. Des meubles en nombre sont dits "en pal" (mieux: "rangés en pal") s'ils sont alignés verticalement (mais pouvant être posés selon une autre orientation.)

## Exemple
| Blason de Grandrieu | Blason de Grandrieu Blasonnement : d'or à deux pals de gueules. |

## palé, vergeté et contre-palé

Blason de Faucigny.

Champ paléUn champ dit palé est divisé par un nombre pair de pals de couleurs alternées, souvent d'un métal et d'un émail, mais pas nécessairement).
Champ vergetéSi le nombre de pals est pair et égal à six ou plus, ce champ est dit vergeté (Au delà de 5, les pals prennent le nom de vergette.(Est parfois orthographié vergetté")
Champ contre-paléSi un champ palé est de plus divisé en coupé, il est dit contre-palé.